# Fiat Cinquecento
El Fiat Cinquecento  (pronunciat en italià: /tʃiŋkwetʃɛnto/, i en anglès: /ˌtʃɪŋkwəˈtʃɛntoʊ/) és un automòbil del segment A produït pel fabricant italià Fiat entre els anys 1991 i 1998. Fou desenvolupat per a substituir al Fiat 126, i fou reemplaçat més tard pel Fiat Seicento. El Cinquecento fou dissenyat per Giorgetto Giugiaro, del centre de disseny Italdesign, i fabricat en Polònia. Els seus principals competidors en el mercat europeu eren els francesos Citroën AX, Peugeot 106 i Renault Twingo.
És un cinc places amb carrosseria hatchback de tres portes. Té suspensió independent en les quatre rodes, similar a la del Fiat Tipo/Tempra, i frens de disc davanters. Alguns nivells d'equipament inclouen tancament centralitzat, direcció assistida, alçavidres elèctrics i aire condicionat. El Cinquecento és un tracció davantera amb motor davanter transversal. En la majoria dels mercats, la motorització base era un gasolina de 0.9 litres de cilindrada (originalment 903 cc, després 899 cc) amb injecció de combustible i 40 CV de potència màxima. En 1994 s'afegí un motor gasolina de 1.1 litres i 54 CV, associat al nivell d'equipament Sporting.
El model utilitzat en ral·li originalment per als campionats nacionals monomarca es denominava Cinquecento Trofeo, i utilitzava el motor 899 cc que donava 60 cv depenent de les preparacions. Algunes filials europees donaven com premi als guanyadors dels respectius campionats nacionals la possibilitat de córrer durant la temporada següent dins de l'equip oficial FIAT en el campionat nacional amb el Cinquecento model Sporting 1108 cc dotat d'injecció multipunt amb aproximadament 110 cv, a més de la participació en el Ral·li de Mont Carlo a bord d'un model dotat amb caixa de 6 velocitats també 1108 kit car. A l'estat espanyol, Polònia i altres països d'Europa de l'Est també s'oferia una motorització gasolina de dos cilindres de 704 cc de cilindrada i 30 CV de potència màxima, derivada de la del 126, muntada longitudinalment i que tenia carburador.